# Юрківка (річка)
Юркі́вка — річка  в Україні, у Могилів-Подільському  районі Вінницької області. Права притока  Серебрійки (басейн Дністра ).

## Опис
Довжина річки 10 км.  Площа басейну 32,6 км².

## Розташування
Бере початок у Кукавці. Спочатку тече на південний захід, а потім на південний схід. Протікає по Звенячій долині (балці) і у Юрківцях впадає у річку Серебрійку, ліву притоку Дністра.